# Циркуль пропорційний

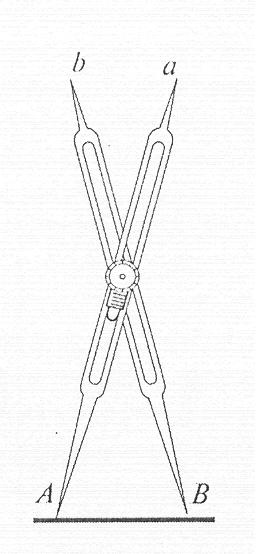
Циркуль пропорційний

Циркуль пропорційний (англ. compasses proportional, нім. proportional Zirkel m) — у геодезії, маркшейдерії — пристрій для зменшення або збільшення відрізка в певну кількість разів, а також поділу його на рівні частини. Пропорційний циркуль складається з двох пересувних ніжок з голками на кінцях. На одній з ніжок є шкала для визначення ступеня збільшення чи зменшення відрізка. На рис. відрізку АВ відповідає відрізок ав, зменшений приблизно у 0,8 раз. Інструмент використовують для складання карт і планів із заданим збільшенням чи зменшенням.